# Дюбрар
Дюбра́р — гірська вершина у східній частині Великого Кавказу. Знаходиться на півночі Азербайджану.